# Bibliográfia Empedoklészhez
Ez az oldal az Empedoklész iránt érdeklődők részére gyűjti össze a felhasználható irodalmat.
A következő művek Empedoklésszal kapcsolatos tanulmányokat, elemzéseket tartalmaznak:

## Magyar nyelvű bibliográfia
- Steiger Kornél: Parmenidész és Empedoklész kozmológiája, Budapest, Áron Kiadó, 1998;
- Steiger Kornél: A lappangó örökség (Fejezetek a preszókratikus filozófia antik hagyományozásának történetéből), Budapest, Jószöveg Műhely, 1999;
- Kirk, G. S. – Raven J. E. – Schofield, M.: A preszókratikus filozófusok (ford. Cziszter Kálmán és Steiger Kornél), Atlantisz Könyvkiadó, 1998;
- Görög Gondolkodók II. Empedoklésztól Démokritoszig; Kossuth Könyvkiadó, 1996;
- Betegh Gábor: A Strasbourgi Empedoklész-papirusz, In. Magyar Filozófiai Szemle, 1999. 6.
- Luciano De Crescenzo: A görög filozófia rendhagyó története. Ford. Peredi Mária. Tercium Kiadó. 1995. ISBN 963-8453-443